# Comuna Randers
Randers (Randers Kommune) este o comună din regiunea Midtjylland, Danemarca, cu o suprafață totală de 748,21 km².